# (5925) 1994 CP1
1994 سي بي 1 (ويعرف أيضًا باسم (5925) 1994 سي بي 1 وفق تسمية الكوكب الصغير) (بالإنجليزية: 1994 CP1)‏ هو كويكب ضمن حزام الكويكبات؛ وترتيبه 5925 من حيث الاكتشاف.
اكتُشف هذا الجُرم الفلكي بواسطة هيروشي كانيدا في 5 فبراير 1994.

## وصلات خارجية
- (5925) 1994 CP1 في قاعدة بيانات مختبر الدفع النفاث لأجرام النظام الشمسي الصغيرة

- الاكتشاف · مخطط المدار ·  العناصر المدارية · المعلمات المادية

- (5925) 1994 CP1 على موقع ويكي سكاي: DSS2, SDSS, GALEX, IRAS, Hydrogen α, X-Ray, Astrophoto, Sky Map, Articles and images